# Strucfoń
Strucfoń – wieś w Polsce położona w województwie kujawsko-pomorskim, w powiecie chełmińskim, w gminie Lisewo.
W latach 1939–1945 położona była w okręgu Rzeszy Gdańsk-Prusy Zachodnie, w rejencji bydgoskiej (Regierungsbezirk Bromberg), w powiecie Chełmno (Kreis Kulm).

## Podział administracyjny
W czasie II wojny światowej miejscowość miała posiadać status wieś. W latach 1939 - 1942 nazwyała się Struzfon, lecz po przeprowadzonej zamianie nazw miejscowości w Okręgu Rzeszy Gdańsk-Prusy Zachodnie, w latach 1942 - 1945 nazywała się Struzwein.
W latach 1975–1998 miejscowość administracyjnie należała do województwa toruńskiego.

## Demografia
Według Narodowego Spisu Powszechnego (III 2011 r.) wieś liczyła 76 mieszkańców. Jest najmniejszą miejscowością gminy Lisewo.